# Anumeta surcoufi
Anumeta surcoufi är en fjärilsart som beskrevs av Dumont 1920. Anumeta surcoufi ingår i släktet Anumeta och familjen nattflyn. Inga underarter finns listade i Catalogue of Life.